# フェルディナン・ロワベ
フェルディナン・ロワベ（Ferdinand Victor Léon Roybet、1840年4月12日 - 1920年4月11日）はフランスの画家、版画家である。19世紀後半の画家であるが、18世紀のファッションをまとった人物を描いた作品が人気となった。

## 略歴
ガール県のユゼスで生まれた。父親はカフェと飲料メーカーのオーナーで、1846年に家族はリヨンに移った。リヨン国立高等美術学校で版画を学び、1863年に父親が亡くなった後、結婚したばかりの妻とパリに移り、アカデミック絵画の画家、ジャン＝ジョルジュ・ヴィベール(Jean-Georges Vibert)に学び、美術館で巨匠たちの絵画を模写して修行した。
経済的に苦しい生活に耐えた後、1865年にサロン・ド・パリに2点の絵画を出展し、翌年作品の一つが、フランス第二帝政時代の社交界の重要な人物であったマチルド・ボナパルトに高額で買い上げられて画家としての地位を築き、18世紀のファッションの人物を描くようになり、月に3作の作品を描いて定額の報酬が得られる契約が得られた。
普仏戦争のパリ包囲戦の後、ベルギーやアルジェリアを何度か訪れた。当時の顧客の好みに合わせて多くの作品を描いて、アメリカでも人気のある画家になった。1893年にレジオンドヌール勲章（シュバリエ）を受勲した 。 

## 作品

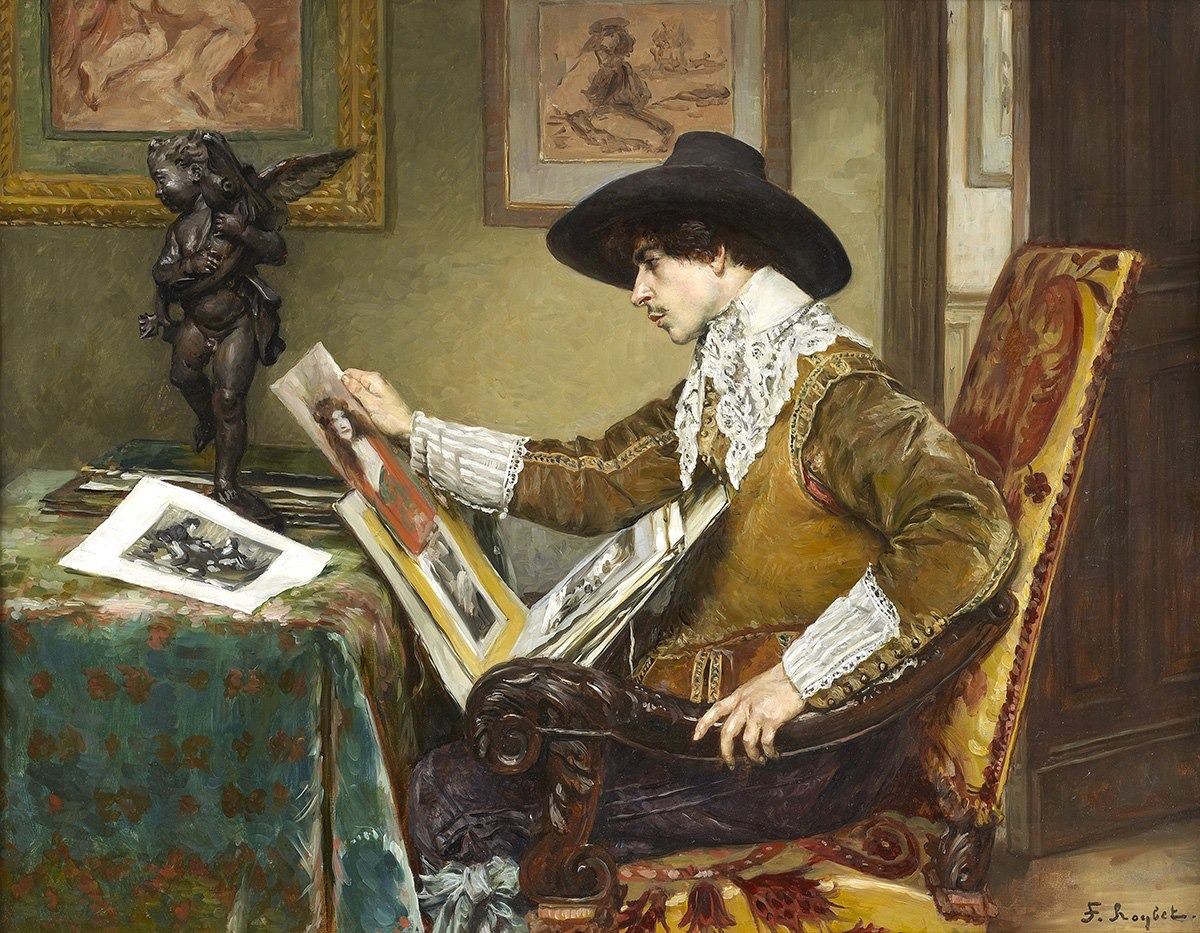
「愛好家」
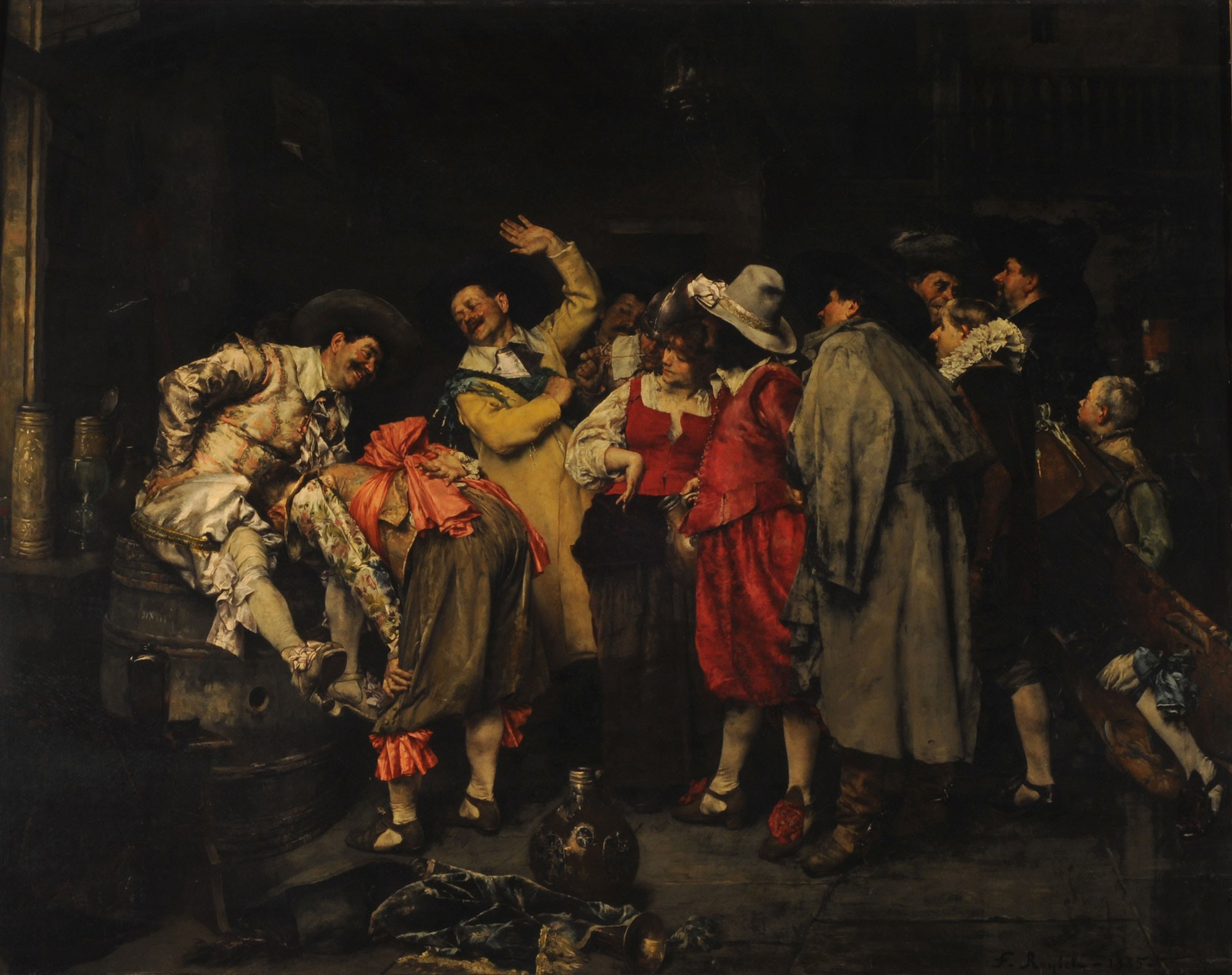
La main chaude
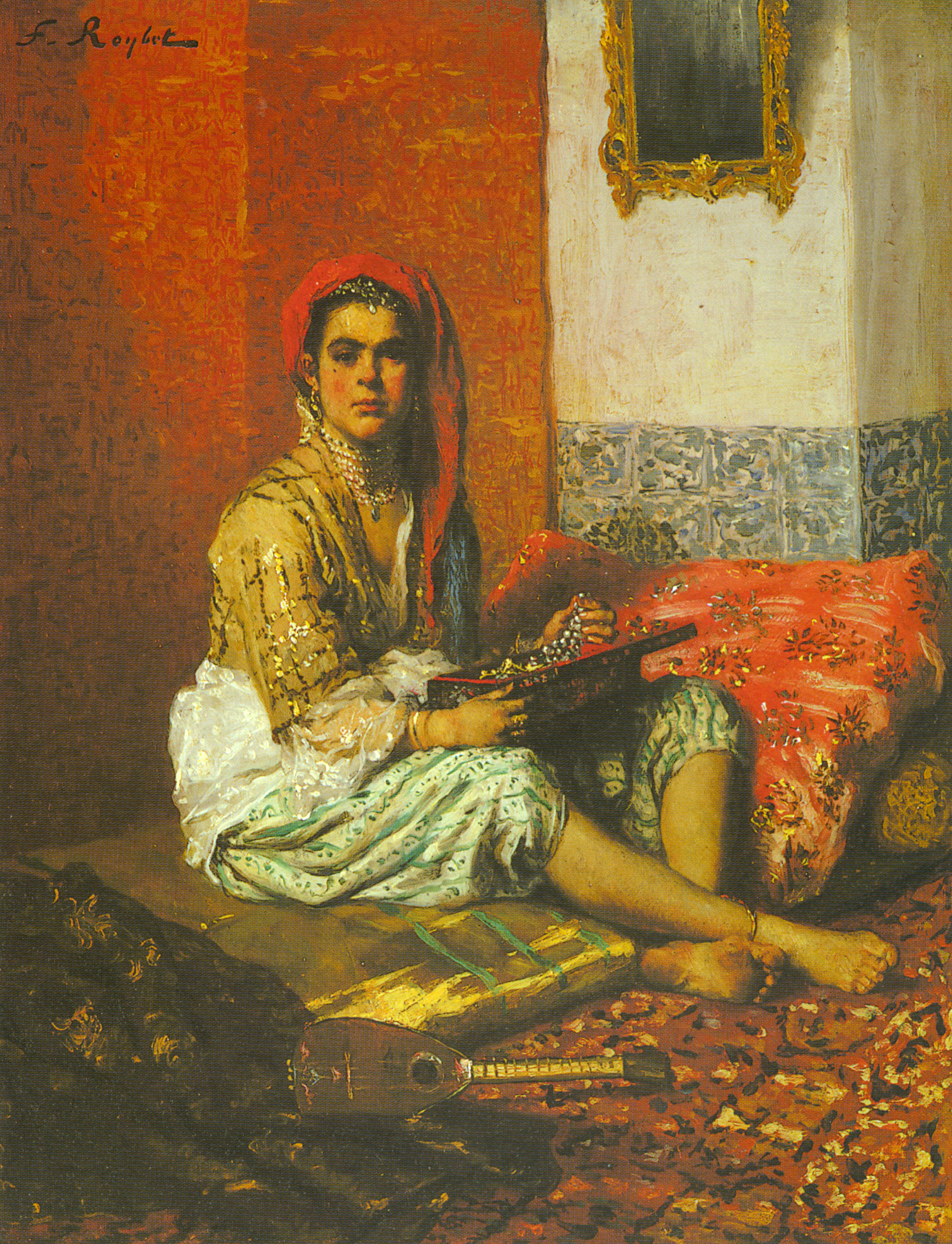
オダリスク
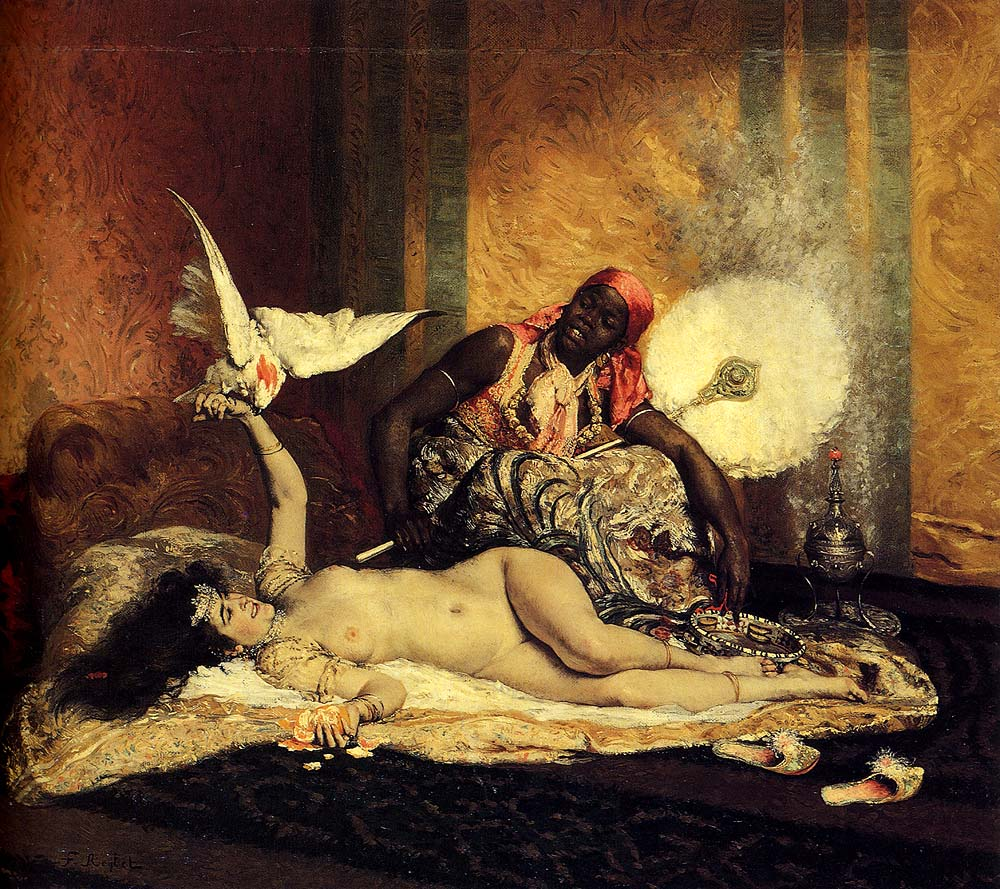
オダリスク
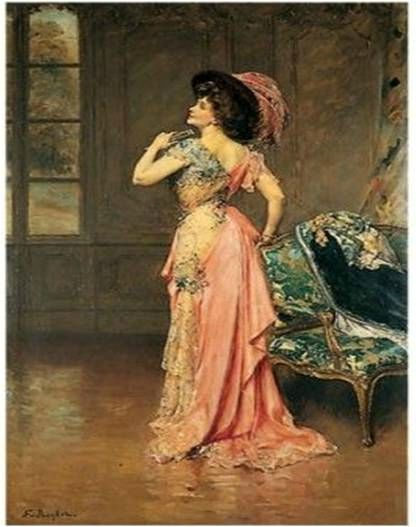
ベネツィア風衣装の女性
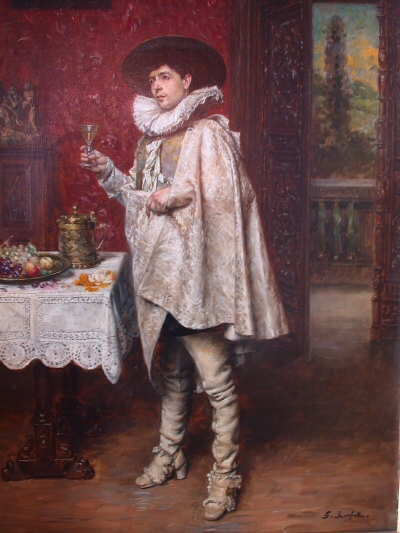
銃士の食事
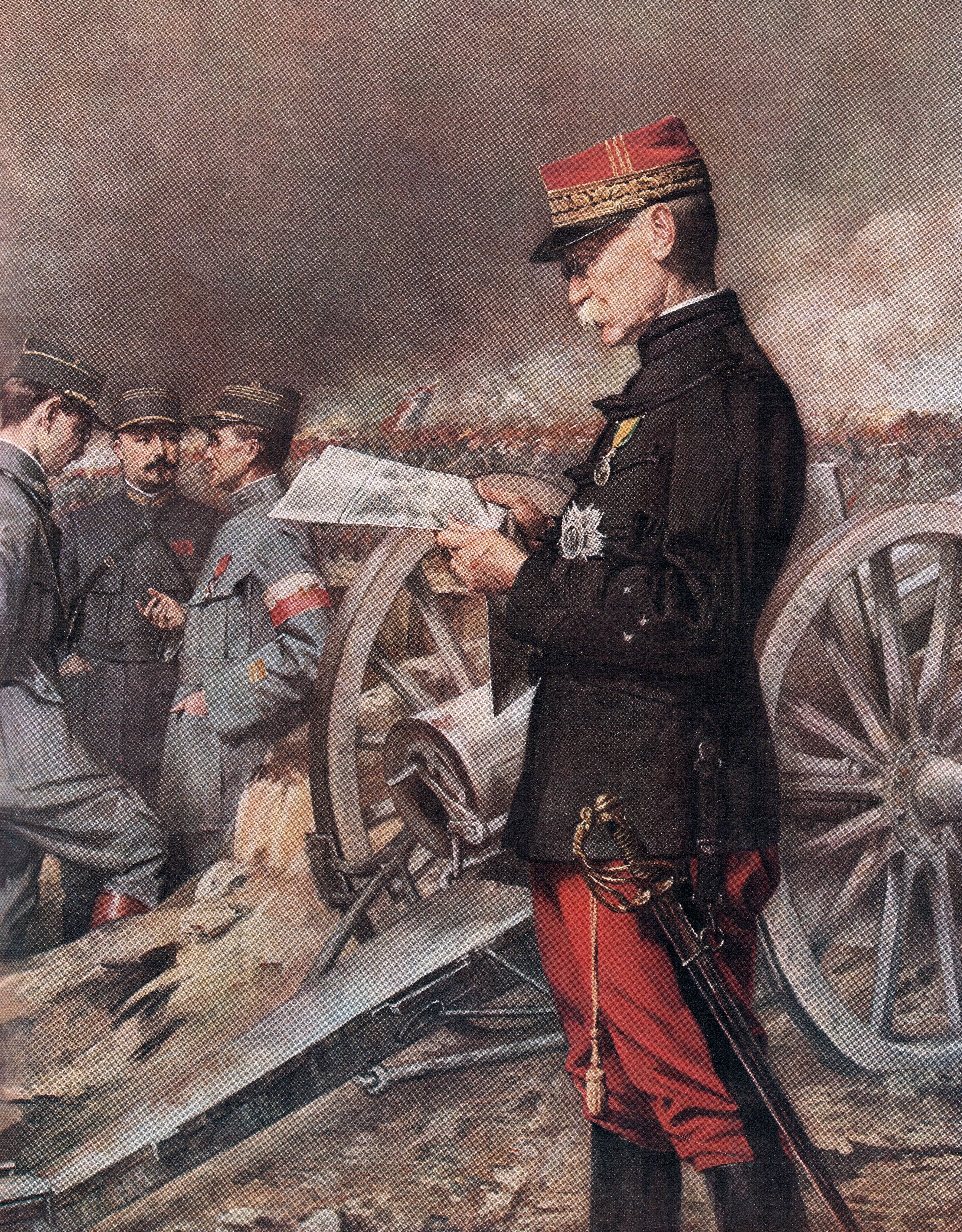
ガリニエ将軍
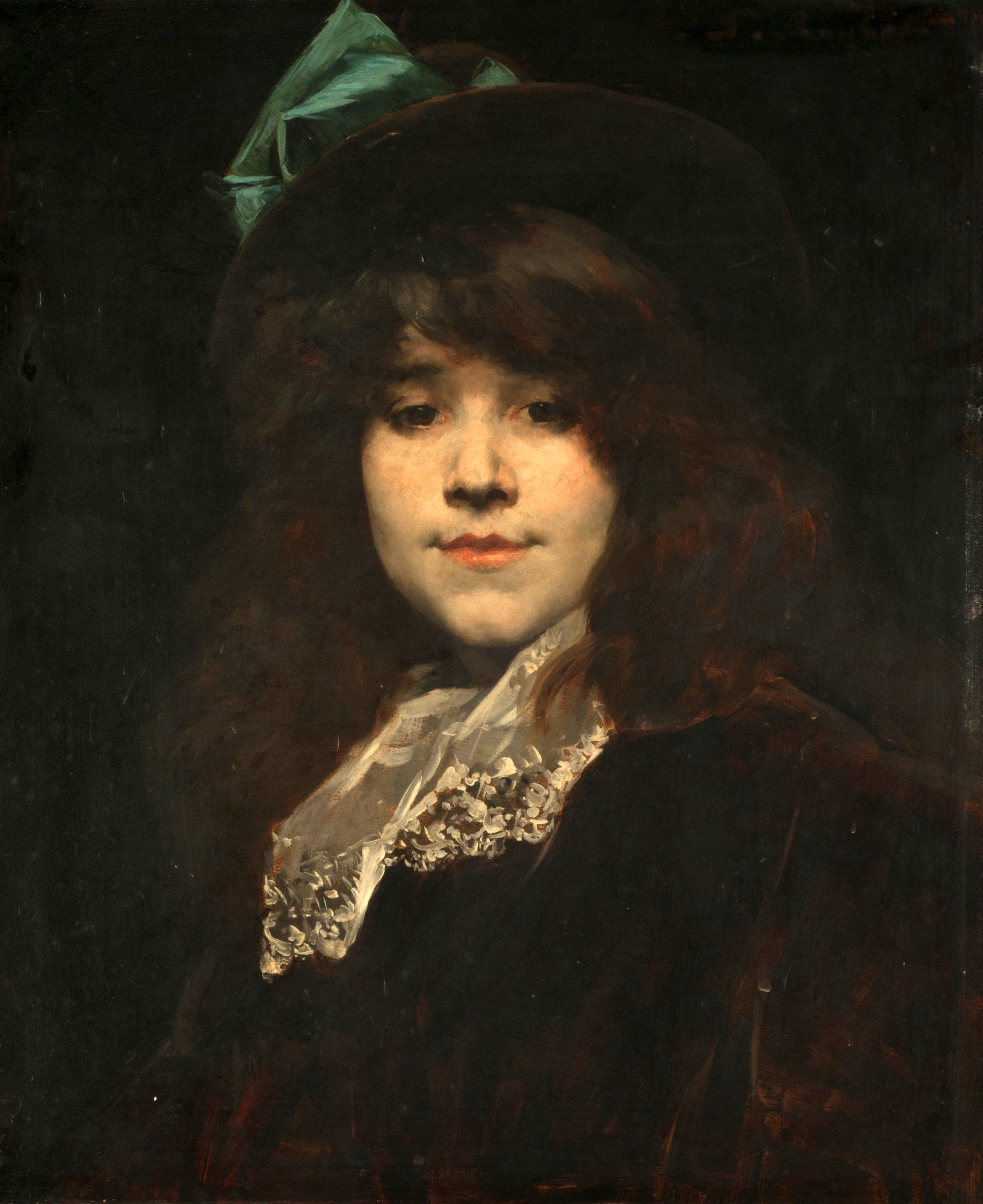
フアナ・ロマーニ-画家・モデル